# ماريا بريتو
ماريا بريتو هي رسامة كوبية، ولدت في 10 أكتوبر 1947 في هافانا في كوبا.